# Pallacanestro Trapani 1996-1997
Questa voce raccoglie le informazioni riguardanti la Pallacanestro Trapani nelle competizioni ufficiali della stagione 1996-1997.

## Verdetti stagionali
Competizioni nazionali
- Serie B d'Eccellenza:

stagione regolare: 7º posto su 12 squadre (11-11);
playout: 2º posto su 7 squadre (7-5);

## Stagione
La Pallacanestro Trapani 1996-1997 ha preso parte alla Serie B1, dove al termine della regular season si classificò al settimo posto, con 11 gare vinte e 11 perse. Successivamente partecipò ai play-out raggiungendo la salvezza. Fu l'ultimo campionato della Pallacanestro Trapani perché non riuscì ad iscriversi al campionato successivo, decretando da parte del Consiglio Federale la revoca dell'affiliazione alla FIP. La società venne rifondata l'anno seguente come Basket Trapani.

## Divise di gioco
Il fornitore ufficiale di materiale tecnico per la stagione 1996-1997 è Champion.
| Casa | Trasferta |

## Organigramma societario
Area dirigenziale
- Presidente: Carlo Maccotta, poi Salvatore Mazzara
- Vice-presidente: ?
- Direttore Sportivo: Francesco Venza

Area tecnica
- Allenatore: Marco Morganti 
Giancarlo Sacco (precampionato)
- Vice allenatore: Gaspare Morana
- Preparatore atletico: Giovanni Basciano
- Responsabile sett. giovanile: Domenico Ciotta

## Roster
| Pallacanestro Trapani 1996-1997 | Pallacanestro Trapani 1996-1997 |
| Giocatori                       | Staff tecnico                   |
| ------------------------------- | ------------------------------- |

| N. | Naz.                                     | Ruolo | Nome                          | Anno | Alt.   | Peso  |  |
| -- | ---------------------------------------- | ----- | ----------------------------- | ---- | ------ | ----- |  |
| 4  | Italia (bandiera)                        | P     | Davide Virgilio               | 1972 | 180 cm | 70 kg |  |
| 5  | Italia (bandiera)                        | G     | Christian Mayer (dal 01/1997) | 1972 | 195 cm | 85 kg |  |
| 6  | Italia (bandiera)                        | PG    | Federico Zini (dal 01/1997)   | 1972 |        |       |  |
| 8  | Italia (bandiera)                        | AC    | Giovanni Angelucci            | 1970 | 203 cm |       |  |
| 9  | Italia (bandiera)                        | G     | Giuseppe D'Iapico             | 1973 | 190 cm |       |  |
| 10 | Italia (bandiera)                        | G     | Domenico Amoruso              | 1972 | 195 cm |       |  |
| 11 | Italia (bandiera)                        | AC    | Luigi Vertaldi                | 1972 | 200 cm | 84 kg |  |
| 13 | Argentina (bandiera) · Italia (bandiera) | C     | Dario André                   | 1974 | 204 cm |       |  |
| 15 | Italia (bandiera)                        | C     | Michele Rallo                 | 1974 | 204 cm |       |  |
|    | Italia (bandiera)                        | P     | Dario Mucaria                 | 1980 | 185 cm |       |  |
|    | Italia (bandiera)                        | A     | Fabio Onorati                 | 1978 | 194 cm |       |  |
|    | Italia (bandiera)                        | A     | Rosario Di Stefano            | 1978 | 194 cm |       |  |
|    | Italia (bandiera)                        | P     | Mario Campo                   | 1979 | 170 cm |       |  |

| Allenatore                                                            |
| - Marco Morganti - Giancarlo Sacco precampionato                      |
| Assistente/i                                                          |
| - Gaspare Morana Legenda - (C) Capitano - (IN) Inattivo - Infortunato |

## Mercato

### Sessione estiva
| Arrivi           | Arrivi              | Arrivi                    |
| R                | Nome                | da                        |
| ---------------- | ------------------- | ------------------------- |
| P                | Davide Virgilio     | Basket Lecce              |
| P                | Corrado Del Rosario | Pescara                   |
| G                | Giuseppe D'Iapico   | Virtus Ragusa             |
| G                | Domenico Amoruso    | Juvecaserta               |
| AC               | Giovanni Angelucci  | Audax Basket Chieti       |
| AC               | Luigi Vertaldi      | Juvecaserta               |
| C                | Dario André         | Amatori Ricciardi Taranto |
| Altre operazioni |                     |                           |
| R                | Nome                | da                        |
| C                | Michele Rallo       | Free agent                |

| Partenze         | Partenze              | Partenze         |
| R                | Nome                  | a                |
| ---------------- | --------------------- | ---------------- |
| P                | Gianluca Ceccarini    | Free agent       |
| G                | Giovanni Coppo        | Jesi Academy     |
| G                | Christian Mayer       | Free agent       |
| G                | Stefano Tosi          | Free agent       |
| AC               | Cristiano Grappasonni | Sebastiani Rieti |
| C                | Gianluca Castaldini   | Basket Parma     |
| C                | Franjo Arapović       | Žalgiris Kaunas  |
| Altre operazioni |                       |                  |
| R                | Nome                  | a                |
| P                | Andrea Danelli        | Partenope        |
| G                | Mario Romeo           | Free agent       |
| C                | Salvatore Alfonso     | Free agent       |

### Operazioni esterne alla sessione
| Arrivi | Arrivi         | Arrivi     |
| R      | Nome           | da         |
| ------ | -------------- | ---------- |
| P      | Federico Zini  | Free agent |
| G      | Cristian Mayer | Free agent |

| Partenze | Partenze            | Partenze   |
| R        | Nome                | a          |
| -------- | ------------------- | ---------- |
| P        | Corrado Del Rosario | Free agent |

## Risultati

### Campionato

#### Girone di andata
| 29 settembre 1996 1ª giornata |            | –              | Pall. Trapani | (~ spett.) |
| Allenatori Marco Morganti     |            |                |               |            |
|                               |            |                |               |            |
|                               | Allenatori | Marco Morganti |               |            |

| Trapani 6 ottobre 1996 2ª giornata | Pall. Trapani | – |  | Palallio (~ spett.) |
| Marco Morganti Allenatori          |               |   |  |                     |
|                                    |               |   |  |                     |
| Marco Morganti                     | Allenatori    |   |  |                     |

| 13 ottobre 1996 3ª giornata |            | –              | Pall. Trapani | (~ spett.) |
| Allenatori Marco Morganti   |            |                |               |            |
|                             |            |                |               |            |
|                             | Allenatori | Marco Morganti |               |            |

| Trapani 20 ottobre 1996 4ª giornata                         | Pall. Trapani | 80 – 86          | Virtus Ragusa | Palallio (~ spett.) |
| Amoruso 20 Punti Marco Morganti Allenatori Antonio Bocchino |               |                  |               |                     |
|                                                             |               |                  |               |                     |
| Amoruso 20                                                  | Punti         |                  |               |                     |
| Marco Morganti                                              | Allenatori    | Antonio Bocchino |               |                     |

| Taranto 27 ottobre 1996 5ª giornata | Amatori Ricciardi Taranto | –              | Pall. Trapani | (~ spett.) |
| Allenatori Marco Morganti           |                           |                |               |            |
|                                     |                           |                |               |            |
|                                     | Allenatori                | Marco Morganti |               |            |

| Arbitri: | Ramilli (Forlì) Carli (Cervia) |

|                |            |                     |
| Marco Morganti | Allenatori | Marcello Perazzetti |

| 3 novembre 1996 7ª giornata |            | – | Pall. Trapani | (~ spett.) |
| Marco Morganti Allenatori   |            |   |               |            |
|                             |            |   |               |            |
| Marco Morganti              | Allenatori |   |               |            |

| Arbitri: | Vaccarino (Busto Arsizio) Nava (Milano) |

|                                    |            |                                      |
| Minghetti 21, Parisi 17, Labate 12 | Punti      | 20 Amoruso, 15 Vertaldi, 11 Virgilio |
| Giovanni Rubino                    | Allenatori | Marco Morganti                       |

| Trapani 13 novembre 1996 9ª giornata | Pall. Trapani | – |  | Palallio (~ spett.) |
| Marco Morganti Allenatori            |               |   |  |                     |
|                                      |               |   |  |                     |
| Marco Morganti                       | Allenatori    |   |  |                     |

| 17 novembre 1996 10ª giornata |            | –              | Pall. Trapani | (~ spett.) |
| Allenatori Marco Morganti     |            |                |               |            |
|                               |            |                |               |            |
|                               | Allenatori | Marco Morganti |               |            |

| Trapani 24 novembre 1996 11ª giornata | Pall. Trapani | – |  | Palallio (~ spett.) |
| Marco Morganti Allenatori             |               |   |  |                     |
|                                       |               |   |  |                     |
| Marco Morganti                        | Allenatori    |   |  |                     |

#### Girone di ritorno
| Trapani 1 dicembre 1996 12ª giornata | Pall. Trapani | – |  | Palallio (~ spett.) |
| Marco Morganti Allenatori            |               |   |  |                     |
|                                      |               |   |  |                     |
| Marco Morganti                       | Allenatori    |   |  |                     |

| 8 dicembre 1996 13ª giornata |            | –              | Pall. Trapani | (~ spett.) |
| Allenatori Marco Morganti    |            |                |               |            |
|                              |            |                |               |            |
|                              | Allenatori | Marco Morganti |               |            |

| Trapani 15 dicembre 1996 14ª giornata | Pall. Trapani | – |  | Palallio (~ spett.) |
| Marco Morganti Allenatori             |               |   |  |                     |
|                                       |               |   |  |                     |
| Marco Morganti                        | Allenatori    |   |  |                     |

| Ragusa 22 dicembre 1996 15ª giornata       | Virtus Ragusa | –              | Pall. Trapani | (~ spett.) |
| Antonio Bocchino Allenatori Marco Morganti |               |                |               |            |
|                                            |               |                |               |            |
| Antonio Bocchino                           | Allenatori    | Marco Morganti |               |            |

| Trapani 5 gennaio 1997 16ª giornata | Pall. Trapani | – | Amatori Ricciardi Taranto | Palallio (~ spett.) |
| Marco Morganti Allenatori           |               |   |                           |                     |
|                                     |               |   |                           |                     |
| Marco Morganti                      | Allenatori    |   |                           |                     |

| Napoli 12 gennaio 1997 17ª giornata | Partenope  | –              | Pall. Trapani | (~ spett.) |
| Allenatori Marco Morganti           |            |                |               |            |
|                                     |            |                |               |            |
|                                     | Allenatori | Marco Morganti |               |            |

| Trapani 19 gennaio 1997 18ª giornata | Pall. Trapani | – |  | Palallio (~ spett.) |
| Marco Morganti Allenatori            |               |   |  |                     |
|                                      |               |   |  |                     |
| Marco Morganti                       | Allenatori    |   |  |                     |

| Arbitri: | Capurro (Reggio Calabria) Fusco (Caserta) |

|                                    |            |                                      |
| Mayer 28, Vertaldi 20, Virgilio 14 | Punti      | 19 Ventruto, 18 Parisi, 14 Minghetti |
| Marco Morganti                     | Allenatori | Giovanni Rubino                      |

| 2 febbraio 1997 20ª giornata |            | –              | Pall. Trapani | (~ spett.) |
| Allenatori Marco Morganti    |            |                |               |            |
|                              |            |                |               |            |
|                              | Allenatori | Marco Morganti |               |            |

| Trapani 9 febbraio 1997 21ª giornata | Pall. Trapani | – |  | Palallio (~ spett.) |
| Marco Morganti Allenatori            |               |   |  |                     |
|                                      |               |   |  |                     |
| Marco Morganti                       | Allenatori    |   |  |                     |

| 16 febbraio 1997 22ª giornata |            | –              | Pall. Trapani | (~ spett.) |
| Allenatori Marco Morganti     |            |                |               |            |
|                               |            |                |               |            |
|                               | Allenatori | Marco Morganti |               |            |

#### Play-out

##### Poule retrocessione 2

###### Girone di andata
| 23 febbraio 1997 1ª giornata |            | –              | Pall. Trapani | (~ spett.) |
| Allenatori Marco Morganti    |            |                |               |            |
|                              |            |                |               |            |
|                              | Allenatori | Marco Morganti |               |            |

| Trapani 2 marzo 1997 2ª giornata | Pall. Trapani | – |  | Palallio (~ spett.) |
| Marco Morganti Allenatori        |               |   |  |                     |
|                                  |               |   |  |                     |
| Marco Morganti                   | Allenatori    |   |  |                     |

| 12 marzo 1997 3ª giornata |            | –              | Pall. Trapani | (~ spett.) |
| Allenatori Marco Morganti |            |                |               |            |
|                           |            |                |               |            |
|                           | Allenatori | Marco Morganti |               |            |

| Trapani 16 marzo 1997 4ª giornata           | Pall. Trapani | 98 – 88           | Treviglio | Palallio (~ spett.) |
| Marco Morganti Allenatori Massimo Meneguzzo |               |                   |           |                     |
|                                             |               |                   |           |                     |
| Marco Morganti                              | Allenatori    | Massimo Meneguzzo |           |                     |

| 23 marzo 1997 5ª giornata |            | –              | Pall. Trapani | (~ spett.) |
| Allenatori Marco Morganti |            |                |               |            |
|                           |            |                |               |            |
|                           | Allenatori | Marco Morganti |               |            |

| Arbitri: | Furlotti (Roma) Di Palo (Sulmona) |

|                                    |            |                                      |
| Vertaldi 22, Mayer 19, Virgilio 13 | Punti      | 21 Parisi, 15 Passante, 12 Minghetti |
| Marco Morganti                     | Allenatori | Giovanni Rubino                      |

###### Girone di ritorno
| Trapani 13 aprile 1997 7ª giornata | Pall. Trapani | – |  | Palallio (~ spett.) |
| Marco Morganti Allenatori          |               |   |  |                     |
|                                    |               |   |  |                     |
| Marco Morganti                     | Allenatori    |   |  |                     |

| 20 aprile 1997 8ª giornata |            | –              | Pall. Trapani | (~ spett.) |
| Allenatori Marco Morganti  |            |                |               |            |
|                            |            |                |               |            |
|                            | Allenatori | Marco Morganti |               |            |

| Trapani 27 aprile 1997 9ª giornata | Pall. Trapani | – |  | Palallio (~ spett.) |
| Marco Morganti Allenatori          |               |   |  |                     |
|                                    |               |   |  |                     |
| Marco Morganti                     | Allenatori    |   |  |                     |

| Treviglio 1 maggio 1997 10ª giornata        | Treviglio  | 95 – 80        | Pall. Trapani | PalaFacchetti (~ spett.) |
| Massimo Meneguzzo Allenatori Marco Morganti |            |                |               |                          |
|                                             |            |                |               |                          |
| Massimo Meneguzzo                           | Allenatori | Marco Morganti |               |                          |

| Trapani 4 maggio 1997 11ª giornata | Pall. Trapani | – |  | Palallio (~ spett.) |
| Marco Morganti Allenatori          |               |   |  |                     |
|                                    |               |   |  |                     |
| Marco Morganti                     | Allenatori    |   |  |                     |

| Arbitri: | Fumagalli (Cantù) Zinzi (Pavia) |

|                                |            |                                        |
| Parisi 21, Dario 12, Jordan 11 | Punti      | 18 Virgilio, 10 Vertaldi, 10 Angelucci |
| Giovanni Rubino                | Allenatori | Marco Morganti                         |